# Luis Michael Dörrbecker
Luis Michael Dörrbecker Rebollar (Santiago de Querétaro, Querétaro, México; 9 de enero de 1993) es un piloto de automovilismo mexicano. Actualmente es miembro de la Escudería Telmex.
Actualmente compite en la NASCAR México Series con Jimmy Morales / Escudería Telmex-Telcel.

## Carrera

### Inicios
Dörrbecker comenzó su carrera deportiva en 2003, cuando fue decimoquinto en la Super Karts Cup México. Tanto en 2005 como en 2006 ganó el campeonato. Además, en 2007 ganó el Campeonato Latinoamericano NACAM Formula Kart Rotax.

### América
En 2008, Dörrbecker  vio el debut en carreras de fórmula, quedando cuarto en la Fórmula Vee México. Luego fue segundo en la Skip Barber Southern Regional Series, celebrada durante el invierno. En 2009, llegó a la vigésima tercera posición en la LATAM Challenge Series, que contó con autos de Fórmula Renault. También participó en cuatro carreras del Skip Barber National, terminando sexto, octavo, séptimo y sexto.

### Europa
En 2010, Dörrbecker comenzó a competir en Europa, cuando participó en dos carreras en la Fórmula Renault 2.0 Italia. Más tarde ese año, condujo seis carreras en Skip Barber National y ganó una de ellas. En 2011, terminó noveno en la Fórmula Renault 2.0 Italia y en 2012 corrió ocho carreras en la Fórmula Renault 2.0 Alpes, pero solo sumó dos puntos. Sin embargo, probó el auto Indy Lights en Indianápolis más tarde ese año.
Luego ingresó a la Fórmula Abarth en 2013, terminando en el podio una vez y séptimo en el campeonato. En 2014, Dörrbecker corrió para el Acceleration Team Mexico en la Fórmula Acceleration 1. Después de ocho carreras, se ubicó en el campeonato.
Dörrbecker ingresó a las tres primeras rondas del Eurofórmula Open de 2015, anotando un punto. En 2016 entró en la primera ronda del Auto GP, ganando ambas carreras. Posteriormente se incorporó a la categoría BOSS GP Series también con un Lola B05/52, logrando una victoria y tres podios en la general.

## Resumen de carrera
| Temporada | Categoría                                        | Equipo                                  | Carreras     | Victorias    | Poles        | VR           | Podios       | Puntos       | Pos.         |
| --------- | ------------------------------------------------ | --------------------------------------- | ------------ | ------------ | ------------ | ------------ | ------------ | ------------ | ------------ |
| 2008      | Fórmula Vee México - Novatos                     | Stammtisch Racing                       | 6            | 4            | ?            | ?            | 4            | 225          | 4.º          |
| 2008–09   | Skip Barber Southern Regional Series             | N/A                                     | ?            | ?            | ?            | ?            | ?            | 304          | 2.º          |
| 2009      | Skip Barber National                             | N/A                                     | 4            | 0            | 0            | 0            | 0            | 0            | NC           |
| 2009      | LATAM Challenge Series                           | Team Costa Rica                         | 2            | 0            | 0            | 0            | 0            | 8            | 23.º         |
| 2010      | Fórmula Renault 2.0 Italia                       | Team Costa Rica / Facondini Racing      | 2            | 0            | 0            | 0            | 0            | 8            | 25.º         |
| 2010      | Skip Barber National                             | N/A                                     | 6            | 1            | 0            | 0            | 1            | 150          | 10.º         |
| 2011      | Fórmula Renault 2.0 Italia                       | Team Costa Rica/Facondini               | 12           | 0            | 0            | 0            | 1            | 103          | 9.º          |
| 2011      | Turismos de Resistencia - GTT                    | Stammtisch                              | 1            | 0            | 0            | 0            | 0            | 34           | 18.º         |
| 2012      | Fórmula Renault 2.0 Alpes                        | Team Torino Motorsport                  | 8            | 0            | 0            | 0            | 0            | 2            | 25.º         |
| 2013      | Fórmula Abarth                                   | Torino Motorsport                       | 9            | 0            | 0            | 0            | 1            | 52           | 7.º          |
| 2014      | Fórmula Acceleration 1                           | Acceleration Team Mexico                | 10           | 0            | 0            | 0            | 0            | 33           | 9.º          |
| 2015      | Eurofórmula Open                                 | EmiliodeVillota Motorsport              | 6            | 0            | 0            | 0            | 0            | 1            | 20.º         |
| 2016      | Auto GP - Formula Open                           | Torino Squadra Corse                    | 10           | 7            | 5            | 5            | 10           | 222          | 1.°          |
| 2016      | BOSS GP Series - Fórmula Class                   | Torino Squadra Corse                    | 8            | 3            | 0            | 0            | 5            | 169          | 2.°          |
| 2017      | NASCAR México Challenge Series                   | FedEx-Telcel                            | 11           | 1            | 3            | 1            | 4            | 311          | 4.º          |
| 2017      | NASCAR PEAK México Series                        | Dem Racing SA de CV                     | 1            | 0            | 0            | 0            | 0            | 32           | 37.º         |
| 2018      | NASCAR México Challenge Series                   | FedEx-Telcel                            | 10           | 5            | 4            | 4            | 5            | 384          | 1.°          |
| 2018      | NASCAR PEAK México Series                        | FedEx-Telcel                            | 1            | 0            | 0            | 0            | 0            | 0            | NC†          |
| 2019      | NASCAR PEAK México Series                        | FedEx-Telcel Blu                        | 8            | 0            | 2            | 0            | 0            | 0            | NC†          |
| 2020      | NASCAR PEAK México Series                        | FedEx-Telcel                            | ?            | ?            | ?            | ?            | ?            | 426          | 5.º          |
| 2021      | Lamborghini Super Trofeo Europe - Pro Cup        | Vincenzo Sospiri Racing                 | ?            | ?            | ?            | ?            | 2            | 63           | 9.º          |
| 2022      | GT World Challenge Europe Endurance Cup          | Vincenzo Sospiri Racing                 | 4            | 0            | 0            | 0            | 0            | 0            | NC           |
| 2022      | GT World Challenge Europe Endurance Cup - Silver | Vincenzo Sospiri Racing                 | 4            | 0            | 0            | 0            | 0            | 24           | 15.º         |
| 2023      | NASCAR México Series                             | Jimmy Morales / Escudería Telmex-Telcel | Disputándose | Disputándose | Disputándose | Disputándose | Disputándose | Disputándose | Disputándose |
| Fuente:   |                                                  |                                         |              |              |              |              |              |              |              |

## Resultados

### Eurofórmula Open
(Clave) (negrita indica pole position) (cursiva indica vuelta rápida)

| Año  | Equipo                     | 1   | 1   | 2   | 2   | 3   | 3   | 4   | 4   | 5   | 5   | 6   | 6   | 7   | 7   | 8   | 8   | Pos. | Puntos |
| ---- | -------------------------- | --- | --- | --- | --- | --- | --- | --- | --- | --- | --- | --- | --- | --- | --- | --- | --- | ---- | ------ |
| 2015 | EmiliodeVillota Motorsport | JER | JER | LEC | LEC | ALG | ALG | SIL | SIL | SPI | SPI | SPA | SPA | MNZ | MNZ | BAR | BAR | 20.º | 1      |
| 2015 | EmiliodeVillota Motorsport | 10  | 12  | 14  | 12  | 12  | 14  |     |     |     |     |     |     |     |     |     |     | 20.º | 1      |

### Auto GP
(Clave) (negrita indica pole position) (cursiva indica vuelta rápida)

| Año  | Equipo               | 1   | 1   |     | 2   | 2   | 3   | 3   | 4   | 4   | 5   | 5   | Pos. | Puntos |
| ---- | -------------------- | --- | --- | --- | --- | --- | --- | --- | --- | --- | --- | --- | ---- | ------ |
| 2016 | Torino Squadra Corse | ADR | ADR | MNZ | MNZ | ASS | ASS | BRN | BRN | IMO | IMO | 1.º | 222  |        |
| 2016 | Torino Squadra Corse | 1   | 1   | 8   | 5   | 6   | 4   | 6   | 3   | 2   | 1   | 1.º | 222  |        |

### BOSS GP Series
(Clave) (negrita indica pole position) (cursiva indica vuelta rápida)

| Año  | Equipo               | Clase   | 1   | 1   | 2   | 2   | 3   | 3   | 4   | 4   | 5   | 5   | 6   | 6   | Pos. | Puntos |
| ---- | -------------------- | ------- | --- | --- | --- | --- | --- | --- | --- | --- | --- | --- | --- | --- | ---- | ------ |
| 2016 | Torino Squadra Corse | Fórmula | HOC | HOC | SPI | SPI | MNZ | MNZ | ASS | ASS | BRN | BRN | IMO | IMO | 2.º  | 169    |
| 2016 | Torino Squadra Corse | Fórmula |     |     |     |     | 8   | 5   | 6   | 4   | 6   | 3   | 2   | 1   | 2.º  | 169    |